# Kláštor pod Znievom
Kláštor pod Znievom (em húngaro: Znióváralja) é um município da Eslováquia, situado no distrito de Martin, na região de Žilina. Tem 39,03 km² de área e sua população em 2018 foi estimada em 1.643 habitantes.

## Demografia
| Ano:        | 1994 | 2004   | 2014   | 2024    |
| ----------- | ---- | ------ | ------ | ------- |
| Broj ljudi: | 1532 | 1481   | 1598   | 1843    |
| Razlika:    |      | -3,32% | +7,90% | +15,33% |

| Ano:               | 2023 | 2024   |
| ------------------ | ---- | ------ |
| Número de pessoas: | 1823 | 1843   |
| Diferença:         |      | +1,09% |